# John Sheepshanks (Bischof)

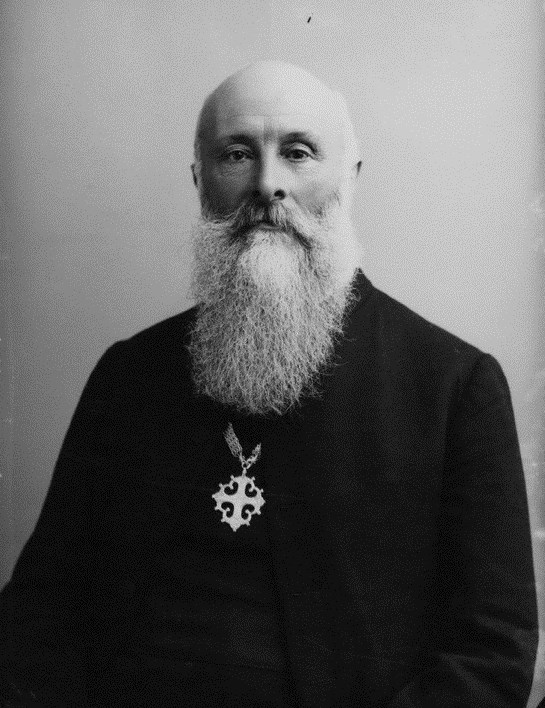

John Sheepshanks (* 23. Februar 1834 in London; † 3. Juni 1912 in Norwich) war ein britischer Geistlicher und Bischof von Norwich.

## Leben
Geboren als Sohn eines Pfarrers, erhielt Sheepshanks seine schulische Ausbildung an der Coventry Grammar School. Hieran schloss sich ein Studium am Christ’s College der Universität Cambridge an, wo er 1856 den Bachelor of Arts und 1859 den Master of Arts verliehen bekam. Ordiniert zum Diakon im Jahr 1857, erhielt er im folgenden Jahr die Priesterweihe. Zwischen 1857 und 1859 hatte er das Amt des Kurat der Kirche St. Peter in Leeds inne. Anschließend wurde er zum Pfarrer in New Westminster und Kaplan von George Hills, Bischof von British Columbia. Von 1868 bis 1873 war er als Vikar in Bilton, Yorkshire und anschließend in Liverpool. 1893 wurde er zum Bischof von Norwich erhoben. Von diesem Amt trat er 1910 zurück.
Sheepshanks heiratete am 26. April 1870 Margaret Ryott. Mit ihr hatte er siebzehn Kinder, darunter die Mutter von Richard Wilberforce, Baron Wilberforce.

## Veröffentlichungen (Auswahl)
- Confirmation and unction of the sick. An historical account of the rites with practical hints on Confirmation. London 1889, OCLC 57297052.
- My life in Mongolia and Siberia from the Great Wall of China to the Ural Mountains. Society for Promoting Christian Knowledge, London 1903, OCLC 2234263.
- A bishop in the rough. Smith, Elder & Co., London 1909, OCLC 34326067.